# Oriolus

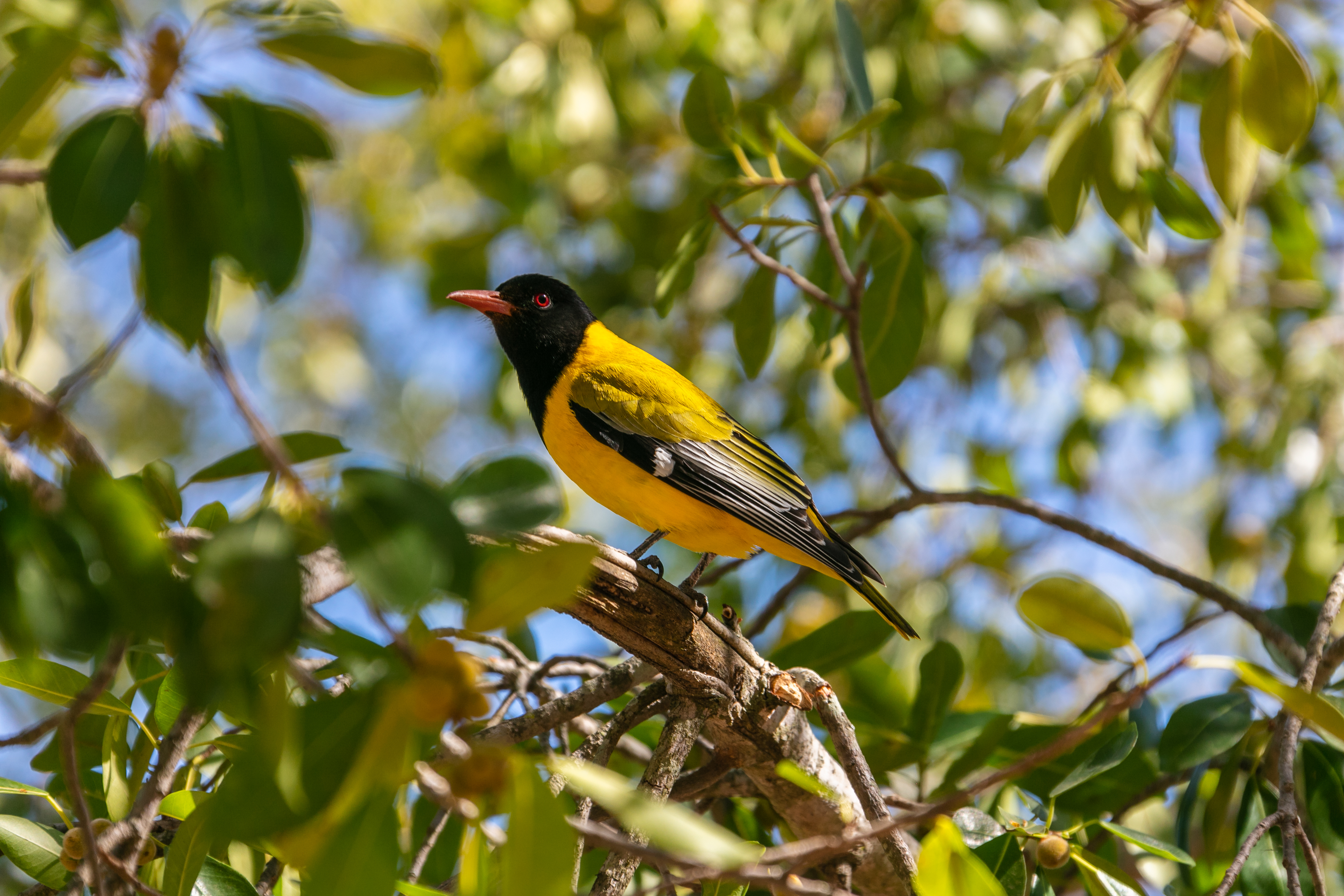
Oriolus larvatus.

Oriolus es un género de aves paseriformes, representativo de la familia Oriolidae. Aunque es un grupo de hábitat mayormente tropical, se encuentran algunas especies en regiones templadas, como la oropéndola común (O. oriolus).

## Especies del género
- Oriolus albiloris
- Oriolus auratus
- Oriolus bouroensis
- Oriolus brachyrynchus
- Oriolus chinensis
- Oriolus chlorocephalus
- Oriolus crassirostris
- Oriolus cruentus
- Oriolus decipiens
- Oriolus diffusus
- Oriolus flavocinctus
- Oriolus forsteni
- Oriolus hosii
- Oriolus isabellae
- Oriolus kundoo
- Oriolus larvatus
- Oriolus maculatus
- Oriolus melanotis
- Oriolus mellianus
- Oriolus monacha
- Oriolus nigripennis
- Oriolus oriolus
- Oriolus percivali
- Oriolus phaeochromus
- Oriolus sagittatus
- Oriolus steerii
- Oriolus szalayi
- Oriolus tenuirostris
- Oriolus traillii
- Oriolus xanthonotus
- Oriolus xanthornus